# Dégradation induite par le potentiel
La dégradation induite par le potentiel, plus couramment désignée par le sigle PID (Potential Induced Degradation) est un phénomène provoquant une perte de rendement des cellules photovoltaïques par la présence de courants de fuite.
Le PID affecte aussi bien les modules à couches minces que à base de plaquettes de Silicium cristallin.
Actuellement, le terme PID est largement utilisé dans l’industrie photovoltaïque pour désigner l’effet de dégradation des cellules photovoltaïques en silicium cristallin de type p, puisque ce sont les plus courantes.
La cause des courants induits, outre la structure de la cellule solaire, est la tension entre les panneaux photovoltaïques (PV) et la terre. Dans la plupart des systèmes photovoltaïques non mis à la terre, les panneaux photovoltaïques ayant une tension positive ou négative par rapport à la terre sont exposés aux PID.

## Histoire[2]
Le terme «dégradation induite par le potentiel» (PID) a été introduit pour la première fois en anglais dans une étude publiée par S. Pingel et ses collègues en 2010. Il a été introduit comme mode de dégradation résultant du potentiel de tension entre les cellules du module photovoltaïque et la terre. La recherche dans ce domaine a été lancée par le Jet Propulsion Laboratory, se concentrant principalement sur la dégradation électrochimique des modules photovoltaïques en silicium cristallin et en silicium amorphe. Le mécanisme de dégradation connu sous le nom de polarisation trouvé dans les modules haute performance en silicium cristallin de première génération de SunPower dans des chaînes ayant un potentiel de tension positif par rapport à la terre a été discuté en 2005. Une dégradation des modules de cellules solaires conventionnelles à jonction avant (n + / p) sous potentiel de tension a également été observée. La dégradation par polarisation a également été couverte dans la revue spécialisée Photon (4/2006, 6/2006 et 4/2007).
En 2007, un PID a été signalé dans un certain nombre de panneaux solaires d'Evergreen Solar (Photon 1/2008 et 8/2008). Dans ce cas, le mécanisme de dégradation se produisant dans les modules photovoltaïques contenant les cellules solaires au silicium cristallin à jonction avant les plus courantes (n + / p) lorsque les modules étaient en potentiel de tension négatif par rapport à la terre. Le PID a également été discuté comme un problème dans les modules cristallins ordinaires (Photon 12/2010, conférence de la société d'énergie solaire Solon SE à PVSEC à Valence 2010). Déclaration du fabricant de modules solaires Solon SE: "A 1000 V, une tension désormais assez courante pour les grands systèmes PV, elle peut être critique pour chaque technologie de module". Le PID du type shunt (PID-s), qui est le type de PID le plus répandu et le plus néfaste pour les modules en silicium cristallin, a été découvert comme étant causé par des défauts cristallins microscopiques pénétrant la jonction avant p-n des cellules solaires affectées.
En 2013, , seuls 4 grands fabricants de modules parmi les 23 existants sont considérés comme non affectés par le PID.

## Comment se produit le PID?
Au niveau du module, une différence de potentiel élevée entre la cellule et le cadre provoque un courant de fuite, qui est composé de porteurs de charge (ions). Le courant de fuite entre la cellule et le cadre dans un module photovoltaïque dépend principalement de l’humidité et de la température. Normalement, les électrons créés par les photons circulent vers le connecteur de la cellule et créent un courant induit. Le potentiel négatif attache cependant des ions positifs dans la cellule comme les ions sodium (Na). Ceux-ci provoquent une polarisation de la surface et un shuntage. Les électrons cessent de circuler et de créer du courant. En conséquence, la fonctionnalité de la jonction PN est perturbée et réduit l'efficacité et la puissance des panneaux.
L'effet PID peut être causée par des tensions supérieures à 300 V, des températures et une humidité élevées sont des facteurs aggravants. De plus, l'accumulation de saleté et la dégradation du verre peuvent catalyser le processus en raison de la libération d'ions sodium. Les modules qui ont connu une telle dégradation contiennent généralement des points chauds (hot spots) qui ne sont pas fonctionnelles et se trouvent près du cadre. Cela se produit en raison d'un grand flux d'électrons à travers ces cellules, en raison de la différence de tension à travers le verre.
La norme CEI 62804 a été créée pour évaluer la capacité des modules PV à résister à des tensions élevées et à ne subir aucune dégradation en conséquence. Une méthode proposée implique la soumission de modules PV à une polarisation de tension continue de magnitude de 1000 V à une humidité de 85 % rH et à une température de 60 °C, pendant une période de 96 heures. Le graphique montre l'indice Pmpp / W (Pmpp est la puissance maximale du panneau) ainsi que les images du panneau présentant une électroluminescence avant et après le test.

## Conséquence sur les panneaux photovoltaïques
Après plusieurs années d'exploitation, le panneau photovoltaïque produit moins d'énergie et certaines cellules deviennent noires (points chaud), le PID se produit du côté négatif de la chaîne pour les modules en silicium cristallin de type p et positif pour les modules silicium de type n. La baisse de production peut être réduite de 30 % au niveau de la chaîne au bout de 2 ou 3 ans. La vitesse de dégradation dépend, entre autres, de la tension du système DC, de l'humidité, de la température des cellules, ainsi que la proximité avec un milieu marin.
Bien que le phénomène semble bien connu des exploitants de centrales photovoltaïques, les valeurs nominales sont souvent négligées et affectent ainsi la durée de vie à long terme des panneaux photovoltaïques. Ceci est particulièrement important dans le but de faire des prévisions précises concernant la production d'énergie. En l'absence de PID et LID pris en compte, le panneau sera considéré à tort comme moins performant que son efficacité nominale. Des outils de mesure sophistiqués permettent de recalculer ces mesures en fonction des écarts entre les performances réelles et les performances prévues.

## Comment peut-on s'opposer au PID?
Le PID qui se produisent dans les modules dans les chaînes de polarité négative peuvent être complètement évités si le cadre du panneau est diélectrique, dans ce cas la mise à la terre du panneau photovoltaïque ne sera plus nécessaire. Cela est possible avec un cadre polymère: sans le cadre métallique on peut éviter la variation du flux électromagnétique inducteur au travers le circuit fermé. D'autres moyens dans la conception des cellules et modules photovoltaïques, en particulier concernant la couche anti-reflet et le polymère EVA, 
Généralement, sur une centrale photovoltaïque, on peut éviter le PID si un onduleur est utilisé avec la possibilité de mettre à la terre le pôle positif ou négatif ou avec la possibilité d'utiliser des boîtes d'injection nocturne.
Le phénomène n'impacte pas les configurations d'installations photovoltaïques avec des micro-onduleurs, puisque les tensions sont trop basses pour permettre l'apparition de la Dégradation Induite par le Potentiel.